# 蔡叔逵
蔡叔逵（1535年—？），字于漸，河南衛輝守禦千戶所軍籍江西臨江府新淦縣人，明朝政治人物。

## 生平
卫辉府学生，嘉靖辛酉河南鄉試第二名舉人。嘉靖四十一年（1562年）中式壬戌科會試第二百八十三名，三甲第一名進士。隆慶六年（1572年）由禮部主客司郎中，調任祠祭司，再調儀制司。萬曆二年（1574年），陞山西副使，提調學政。萬曆六年（1578年）調任山東副使，整飭海防。萬曆十年（1582年），由四川左參政陞山東按察使。萬曆十一年（1583年），陞山東右布政使。

## 家族
曾祖蔡潤，壽官；祖父蔡荊玉，贈監察御史；父蔡揚金，布政司參政。母楊氏（封孺人）。具庆下。弟叔邁、叔遴、叔進。